# Quimome
Quimome ist eine Ortschaft im Departamento Santa Cruz im Tiefland des südamerikanischen Anden-Staates Bolivien.

## Lage im Nahraum
Quimome ist der Name einer Gemeinde im Municipio San José de Chiquitos in der Provinz Chiquitos, die im Zentrum der Provinz auf einer Höhe von 258 m östlich der Departamento-Hauptstadt Santa Cruz liegt, mit dem es durch eine Eisenbahnlinie verbunden ist. Südlich der Ortschaft verläuft der Bergrücken der Loma Piedra Negra San Esteban, der sich hier 200 bis 300 Meter aus der Ebene erhebt und weiter zur Sierra San José führt.

## Geographie
Südlich von Quimome liegt in einer tektonischen Senke das Feuchtgebiet der Bañados de Izozog, in dem sich das Wasser des Río Parapetí sammelt. In der Trockenzeit ist das Becken abflusslos und ein Teil der angesammelten Feuchtigkeit verdunstet; in der Feuchtezeit fließt ein Teil des Wassers aus den Bañados de Izozog über den Río Quimome ab, der bei der Ortschaft Quimome den Höhenrücken der Loma Piedra Negra San Esteban durchbricht und etwa 75 Kilometer flussabwärts den Río Itonomas speist. Das Klima der Region ist subtropisch und semihumid, die Ebene um Quimome ist feucht und von zahlreichen Bachläufen durchzogen, so dass sie landwirtschaftlich bisher kaum erschlossen ist.
Die Jahresdurchschnittstemperatur der Region liegt bei 25,5 °C (siehe Klimadiagramm San José de Chiquitos), mit monatlichen Durchschnittstemperaturen zwischen knapp 28 °C im Oktober und November und unter 22 °C im Juni. Der Jahresniederschlag beträgt 918 mm, die mittlere Luftfeuchtigkeit liegt bei 68 Prozent. Der Trockenzeit von Juli bis September steht eine ausgeprägte Feuchtezeit von November bis März gegenüber.

## Verkehrsnetz
Quimome liegt in einer Entfernung von 227 Straßenkilometern östlich von Santa Cruz, der Hauptstadt des Departamentos.
Durch Quimome führt die 1657 Kilometer lange Nationalstraße Ruta 4, die in West-Ost-Richtung das Land von der chilenischen bis zur brasilianischen Grenze durchquert. Die Straße führt über Patacamaya, Cochabamba und Villa Tunari nach Santa Cruz und von dort aus weiter über Cotoca und Pailón nach Quimome und weiter über San José de Chiquitos und Roboré nach Puerto Suárez.

## Bevölkerung
Die Einwohnerzahl der Ortschaft ist in den vergangenen Jahrzehnten kontinuierlich zurückgegangen:
| Jahr | Einwohner | Quelle       |
| ---- | --------- | ------------ |
| 1992 | 478       | Volkszählung |
| 2001 | 425       | Volkszählung |
| 2012 | 368       | Volkszählung |
| 2024 |           | Volkszählung |